# استان ادرنه
استان ادرنه (به ترکی استانبولی: Edirne ili) یک استان ترکیه در ترکیه است که در تراکس شرقی واقع شده است. بخشی از ترکیه اروپایی، یکی از تنها سه استانی است که به طور کامل در داخل اروپای قاره ای قرار دارد. استان ادرنه از شرق با استان تکیرداگ و از شرق با استان قرقلرایلی و از جنوب شرق با شبه جزیره گالیپولی استان چاناق قلعه هم مرز است. این کشور از شمال با بلغارستان (استان هاسکوفو و یامبول) و از غرب با یونان (مقدونیه شرقی و تراکس) مرزهای بین المللی دارد. ادرنه مرکز این استان، و بزرگترین شهر است.

## تاریخچه
ادرنه، مرکز این استان برای خدمت به عنوان سومین پایتخت امپراتوری عثمانی از سال ۱۳۶۳ تا ۱۴۵۳ قابل توجه است.
استان ادرنه در سازمان بازرسی کل دوم گنجانده شد که در ۱۹ فوریه ۱۹۳۴ ایجاد شد و بر فراز استان های ادرنه, چاناق قلعه, قرقلرایلی, تکیرداغ گسترش یافت. توسط یک بازرس کل که مقامات گسترده ای بر سر مسائل غیرنظامی، نظامی و آموزشی داشت، حکومت می شد. دفتر سازمان بازرسی کل در سال ۱۹۴۸ کنار گذاشته شد اما چارچوب قانونی سازمان بازرسی کل تنها در سال ۱۹۵۲ و در زمان دولت حزب دموکرات لغو شد.

## شهرستان‌ها

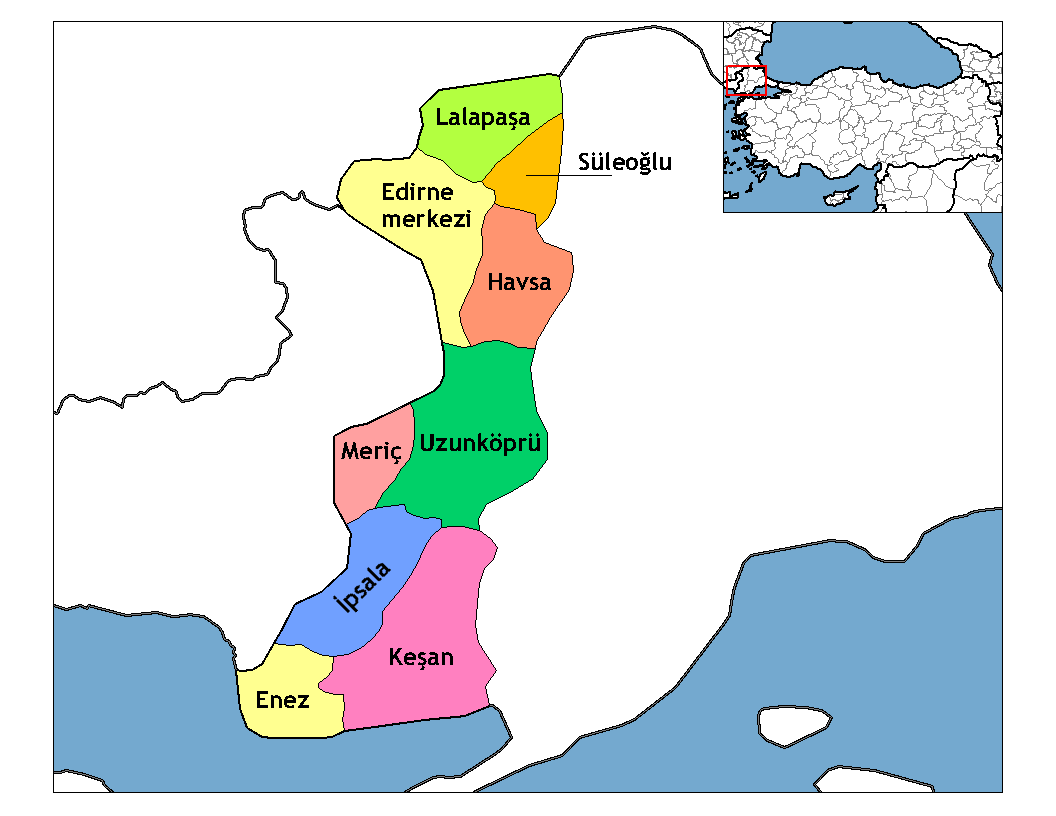
مناطق ادرنه

استان ادرنه به ۹ شهرستان تقسیم می‌شود (مرکز استان به صورت پررنگ):
- ادرنه
- انز
- هاوسا
- ایپسالا
- کشان
- لاله‌پاشا
- مریچ
- سولوغلو
- اوزون‌کوپرو